# Beauvoir (Seine-et-Marne)
Beauvoir [bovwaʁ] ist eine französische Gemeinde mit 185 Einwohnern (Stand 1. Januar 2022) im Département Seine-et-Marne in der Region Île-de-France. Der Ort ist über die Landstraße D32 zu erreichen.

## Sehenswürdigkeiten

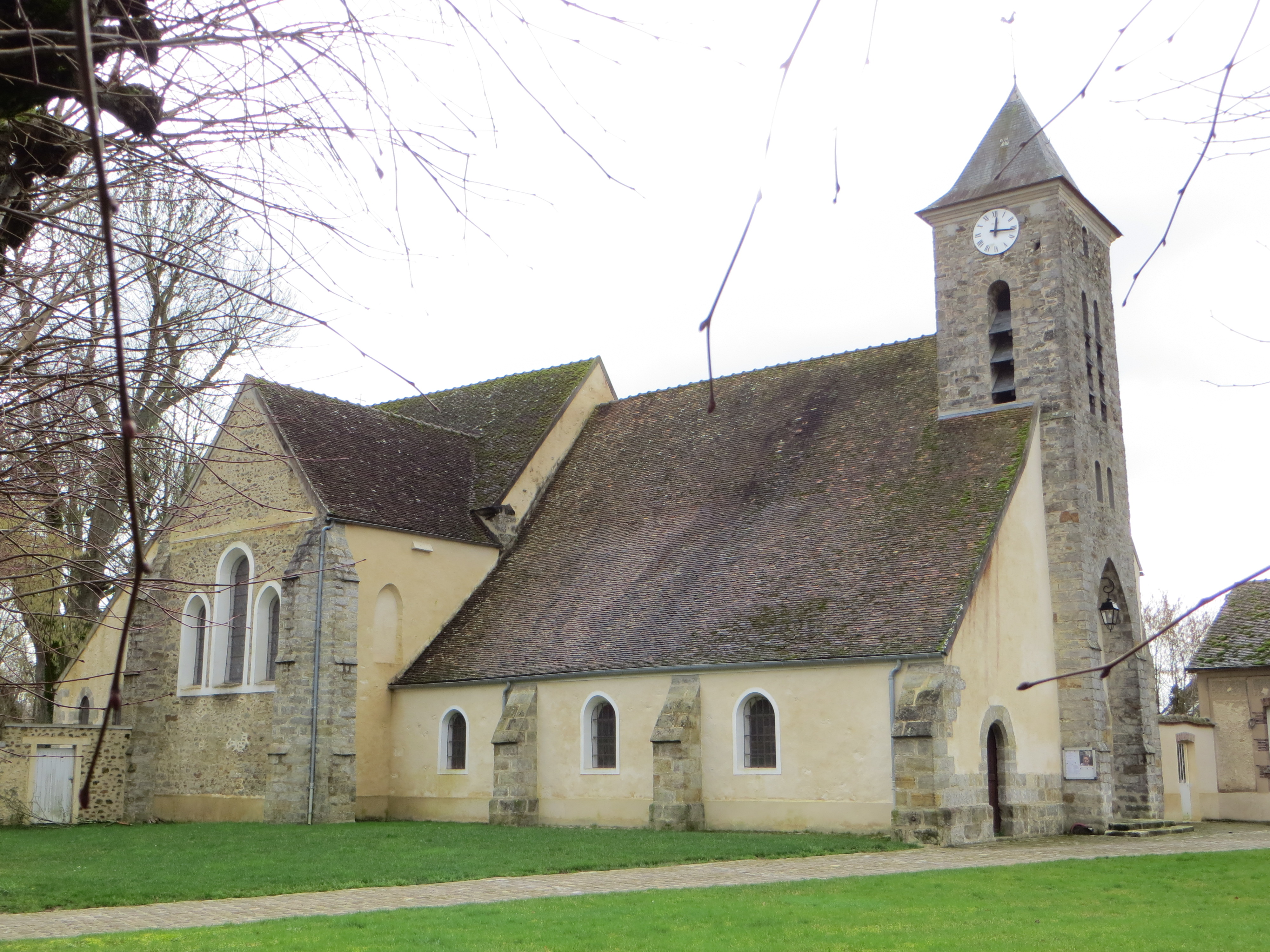
Kirche Notre-Dame-de-l’Assomption

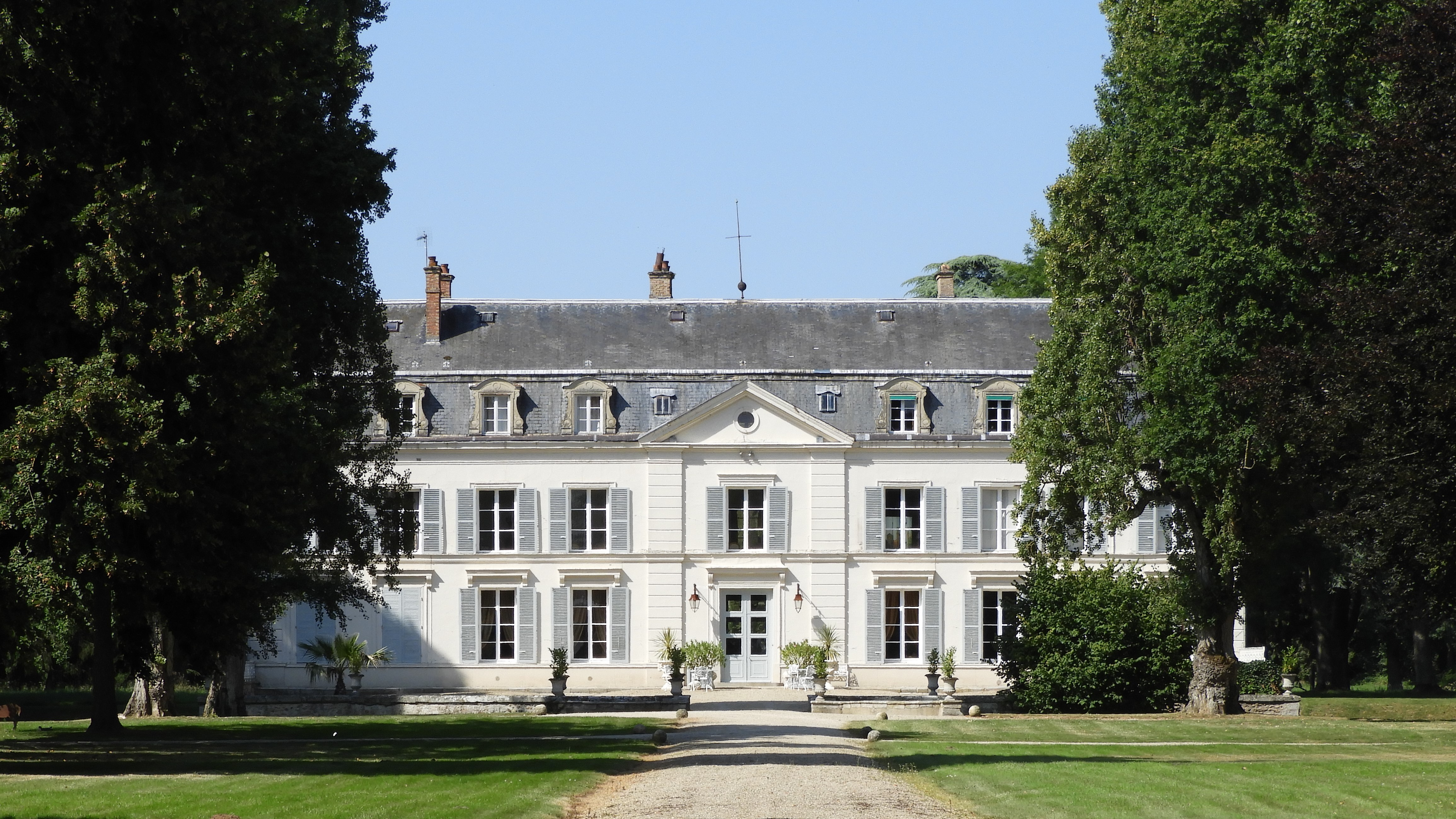
Château de Beauvoir

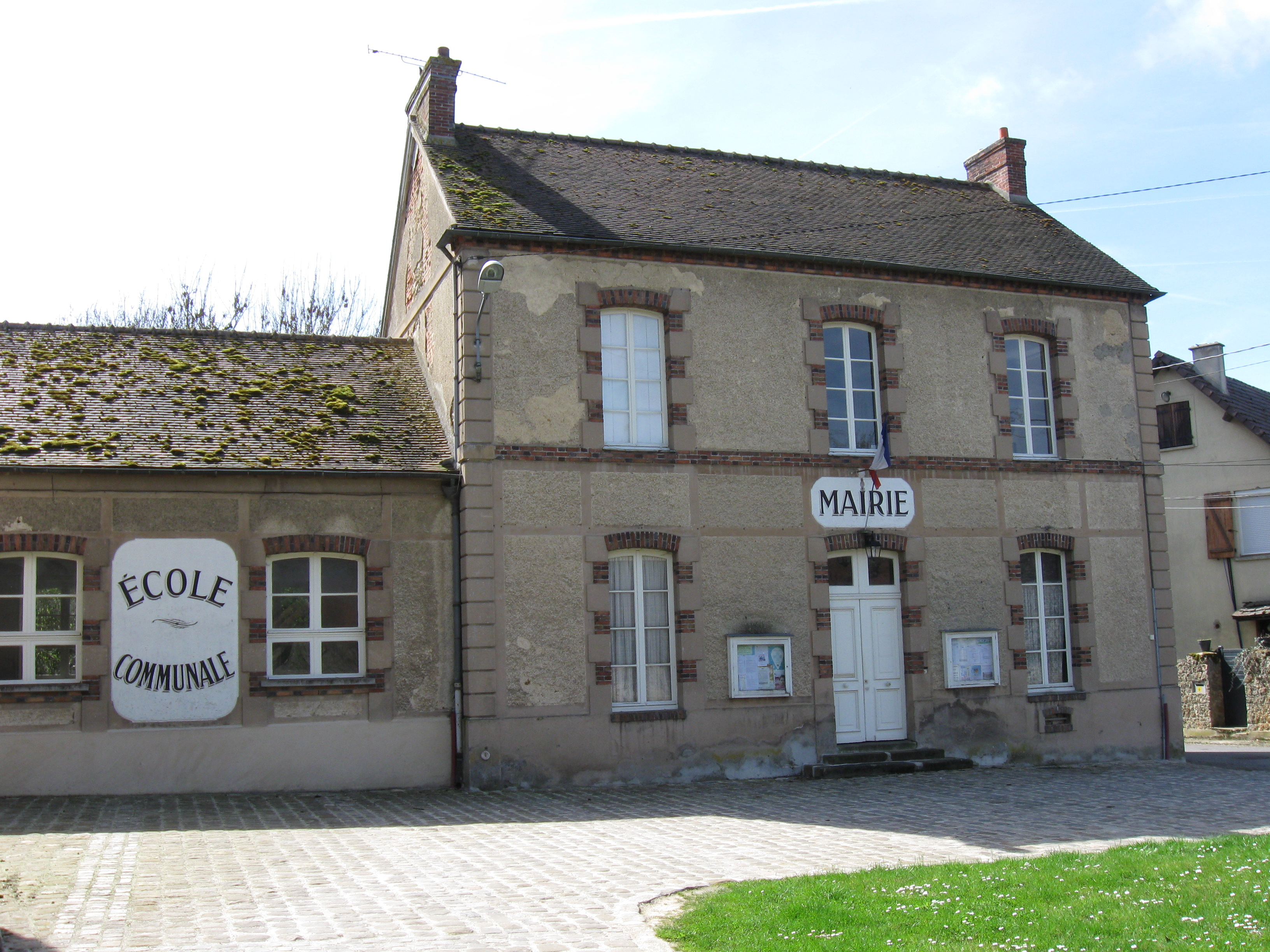
Mairie (Rathaus) und Schule

Siehe auch: Liste der Monuments historiques in Beauvoir (Seine-et-Marne)
- Kirche Notre-Dame-de-l’Assomption, erbaut im 12. Jahrhundert